# شرکت انرژی هسته‌ای آفریقای جنوبی

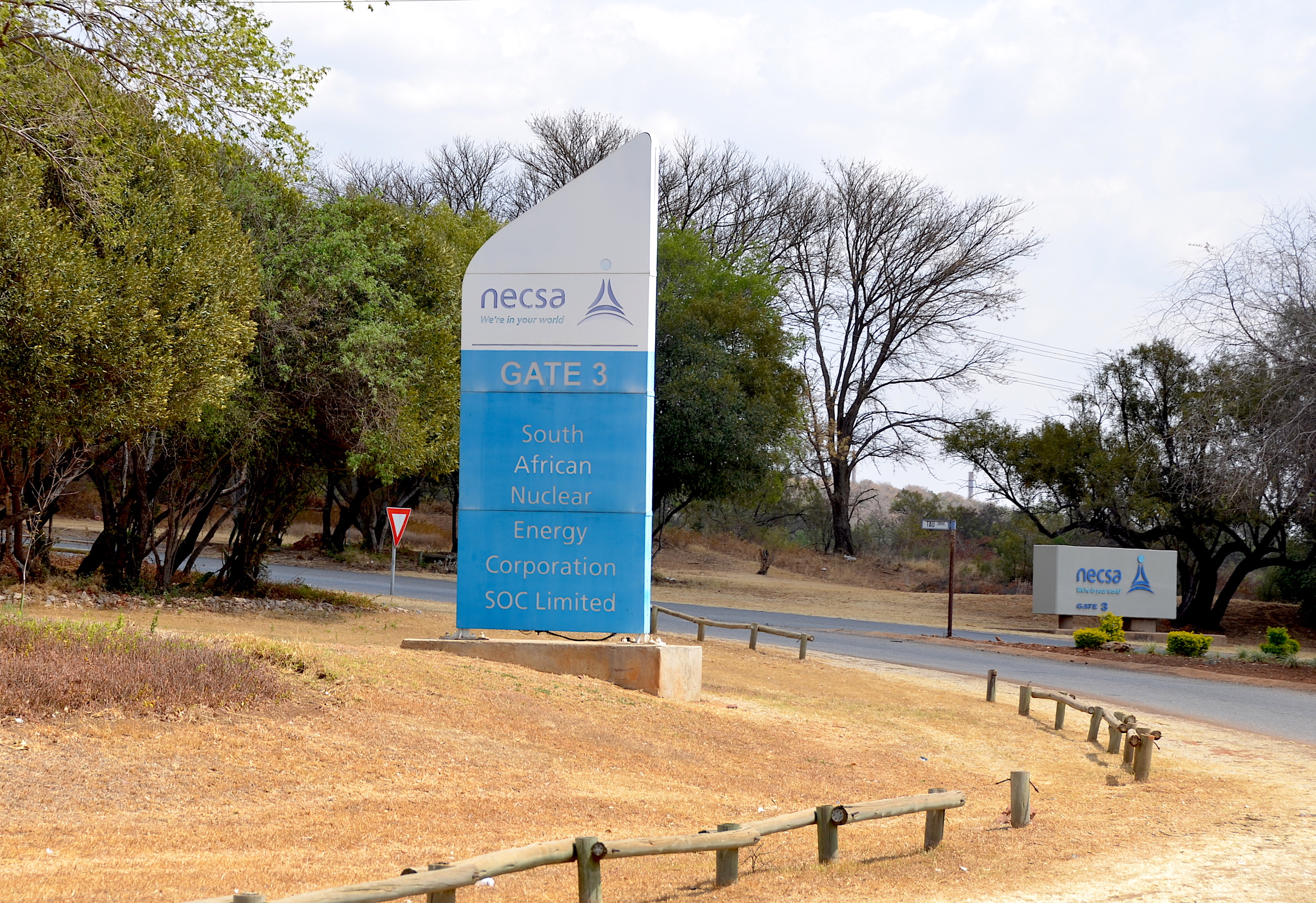
تاسیس : ۱۹۴۸

شرکت انرژی هسته‌ای آفریقای جنوبی در سال ۱۹۹۹ بر اساس قانون انرژی هسته‌ای جمهوری آفریقا جنوبی به عنوان یک شرکت دولتی کاملاً متعلق به دولت، تأسیس شد.
شرکت انرژی هسته‌ای آفریقای جنوبی جایگزین شرکت انرژی اتمی این کشور شد. به غیر از چند شرکت تابعه فرعی، فعالیت‌های اصلی این شرکت شامل انجام و ترویج تحقیق و توسعه در زمینه انرژی اتمی و فناوری‌های مرتبط با آن برای پردازش و ذخیره مواد هسته‌ای و دیگر مواد محدود با هماهنگی با سازمان‌های دیگر فعال در این زمینه‌ها می‌شود. این شرکت به غیر از فعالیت‌های اصلی خود در پلیندابا، تاسیات دفع ضایعات هسته‌ای والپوتس را نیز اداره می‌کند. همچنین تعهداتی نسبت به دیگر نهادهای هسته‌ای کشور دارد.
از نگاه سازمانی، شرکت انرژی هسته‌ای آفریقای جنوبی یک گروه تجاری است که شامل پلیندابا تکنولوژی که به تجارت انواع محصولات پرتوزا در بازارهای بین‌المللی می‌پردازد، موسسه هسته‌ای پلیندابا که به مسائل قانونی می‌پردازد و بخش تحقیق و توسعه که کار آن پشتیبانی و اداره عملیات تأسیسات است. شرکت غنی‌سازی اورانیوم آفریقای جنوبی نیز تأسیسات والیندابا (معروف به کارخانه Y) را اداره می‌کرد.
شرکت انرژی هسته‌ای آفریقای جنوبی ۱۴۰۰ کارمند در بخش‌های فیزیک، مهندسی، شیمی و الکترونیک دارد. با تغییر در موقعیت این کشور در درگیری‌های هسته‌ای و ورود مجدد آفریقای جنوبی به بازارهای جهانی در سال ۱۹۹۰ تصمیم به تمرکز سازمان بر روی پروژه‌های تجاری گرفته شد. امروز این شرکت طیف گسترده‌ای از محصولات پیشرفته را تولید و به دولت آفریقای جنوبی و بازار خارجی، خدمات ارائه می‌دهد. رآکتور هسته‌ای سافاری-۱ سنگ بنای برنامه تجاری تولید ایزوتوپ‌های این شرکت است. با استاندارد ایزو ۹۰۰۰ در حال حاضر این رآکتور تحقیقاتی، پر سودترین رآکتور هسته‌ای است که سالانه میلیون‌ها رند از فعالیت‌های خارج از کشور خود درآمد دارد.
راکتور تحقیقاتی ۲۰ مگاواتی سافاری-۱ که در ۱۹۶۵ راه اندازی شد در ابتدا برای برنامه‌های تحقیقاتی سطح بالای فیزیک هسته‌ای مورد استفاده قرار گرفت. در دهه‌های ۱۹۷۰ و ۱۹۸۰ تمرکز فعالیت پلیندابا در بهره‌برداری از منابع اورانیوم آفریقای جنوبی از طریق طراحی موفق، ساخت و ساز و راه اندازی هگزافلوراید اورانیوم تجاری، غنی‌سازی اورانیوم و مونتاژ تأسیسات تولید سوخت هسته‌ای بود.